# Альбрехт фон Шенкенберг

Графство Лёвенштайн на карте Германии 1250 г.

Альбрехт фон Шенкенберг (нем. Albrecht von Löwenstein-Schenkenberg; ум. 11 июня 1304) — граф Лёвенштайна с 1283 года.

## Биография
Внебрачный сын германского короля Рудольфа Габсбурга от любовницы, происходившей из рода сеньоров Шенкенберга (в Аргау). Дата рождения не выяснена, однако известно, что он был старше единокровных братьев и сестёр. Таким образом, он родился не позднее 1254 года.
В 1278 году сопровождал отца в военном походе против Оттокара Чешского.
Рудольф Габсбург в 1281 году (15 августа) купил графство Лёвенштайн у епископа Вюрцбурга Бертольда фон Штернберга, и в 1283 году передал его Альбрехту вместе с замком Вольфзёлден. После этого Альбрехт фон Шенкенберг принял герб графов Кальв-Лёвенштайн.
В 1288 году даровал селению Мурхардт городские права.
В 1291 году он получил от отца бург Магенхайм и город Бённингхайм.
В 1298 году на стороне своего единокровного брата Альбрехта Габсбурга участвовал в битве при Гёльхайме (Schlacht bei Göllheim).

## Семья
Его первой женой была Мехтильда Вюртембергская (до 1264 — ум. не позднее ноября 1282), дочь графа Ульриха I и его жены Мехтильды Баденской.
Овдовев, Альбрехт в том же году женился на Луитгарде фон Боланден (ум. 1324/25), дочери Филиппа II фон Боландена, принесшей в приданое земли на Рейне.
Дети (от второй жены):
- Филипп (ум. до 1310), граф Лёвенштайна.
- Рудольф (ум. 1328/29), граф Лёвенштайна.
- Николаус (ум. 1340), граф Лёвенштайна. Его потомки правили графством до 1441 года, когда продали его пфальцграфам Рейнским.
- Анна, жена Ульриха II, графа Асперга и Байлштайна.
- дочь, монахиня.

Вдова Альбрехта Луитгарда фон Боланден вторым браком вышла замуж за Рудольфа IV Баденского.